# Berliner Hymnentafel
Die Berliner Hymnentafel ist ein 1974 gegründetes Berliner Vokalensemble von zwölf Männern unter der Leitung von Werner Kotsch (* 1941). Sie singen unter anderem im Stil der Comedian Harmonists a cappella Lieder der 1920er bis 1950er Jahre. Ihr Repertoire reicht von der Renaissance bis zu den Beatles. Bekannt sind sie auch für ihre starckdeutschen Lieder in Zusammenarbeit mit Matthias Koeppel.

## Geschichte
Das Ensemble trat erstmals am 10. November 1974 anlässlich der Ausstellung „Aspekte der Gründerzeit“ in der Akademie der Künste in Berlin auf. 1975 begann es seine Zusammenarbeit mit dem Staatlichen Institut für Musikforschung (SIM). Matthias Koeppel nahm seine Arbeit als Texter für die Hymnentafel auf. Es folgten zahlreiche Auftritte in der Galerie Natubs und eine Serie von Konzerten im Capitol Dahlem. 1976 erfolgten erste Rundfunk- und Fernsehaufnahmen, 1977 trat die Hymnentafel auf den Berliner Festwochen sowie auf der Funkausstellung auf. 1978 folgten Auftritte im Kölner Römisch-Germanischen Museum, in Eutin, im Berlin-Museum sowie wiederholt auf den Berliner Festwochen. Ab 1979 fanden in unregelmäßigen Abständen Rosenmontagskonzerte statt. 1980 Auftritte gemeinsam mit Otto sowie in Alfred Bioleks Sendung Wahllokal beim WDR in Köln. 1981 erschienen zwei Langspielplatten. Im selben Jahr zahlreiche Auftritte anlässlich der Preußen-Ausstellung in Berlin. 1982 erfolgten Aufnahmen bei Radio Bremen und beim WDR. 1984 sang die Hymnentafel anlässlich der Verleihung des Grimme-Preises in Marl; anlässlich ihres 10-jährigen Bestehens brachte der SFB eine Sondersendung. In den nächsten Jahren erfolgten zahlreiche Konzerte und Auftritte im Rahmen der Grünen Woche Berlin, der Bundesgartenschau, der Funkausstellung und des Europäischen Musikfestes Stuttgart (1988). 1990 gaben sie ein gemeinsames Konzert mit dem Charité-Vocal-Quintett. Mit der Uraufführung von Giacomo Meyerbeers Das Brandenburger Thor machten sie sich 1991 um die Wiedervereinigung der Stadt verdient. Im selben Jahr und 1992 erfolgten Einladungen zu Veranstaltungen des Hessischen Rundfunks. 1994 feierten sie ihr zwanzigjähriges Bestehen mit einer Festrede von Matthias Koeppel. 1999 hatten sie ihren 500. Auftritt im Hotel Kempinski Berlin. Es folgten regelmäßige Konzerte im Otto-Braun-Saal Berlin und im Kammermusiksaal der Philharmonie. 2001 Aufführung der Preußen-Revue Ohne Glanz kein Gloria anlässlich des Jubiläums „300 Jahre Preußen“. 2004 zwei Festkonzerte zum 30-jährigen Bestehen der Berliner Hymnentafel. 2005 erschien eine CD zum Gedenken an Fritz Löhner-Beda, den weltbekannten unbekannten Schlagertexter (In der Bar zum Krokodil, Oh Donna Clara etc.) und Operetten-Librettisten von Franz Lehár.

## Repertoire (Auswahl)
- In der Bar zum Krokodil
- Der Onkel Bumba aus Calumba
- Mein Gorilla hat ’ne Villa im Zoo
- Veronika, der Lenz ist da!
- Was macht der Maier am Himalaya?
- Wenn der weiße Flieder wieder blüht
- Ich küsse Ihre Hand, Madame
- Oh, Donna Clara

## Diskographie
- Dunkelrote Rosen (1981)
- Preußens Klang und Gloria (1981)
- Pi-Pa-Po (1992)
- Frühlingsgefühle (1994)
- Ach Egon (2004)
- Ausgerechnet Bananen (2006)